# Tengiz
Tengiz (također Teniz) je slano jezero u sjevernom Kazahstanu. 
Smješteno je u suhom i polustepskom kraju, ima niske obale te mu je prosječna dubina oko 2 metra. Pitku vodu dobiva iz dvaju pritoka, Nure i Kulanutpesa, no zbog velikog isparavanja, voda u jezeru je slana. Endoreičko je jezero, te nema odviraka. Zbog važnosti kao močvarno stanište za ptice (zabilježeno je ukupno 318 vrsta, od čega su 22 ugrožene vrste) upisano je na popis Ramsarske konvencije, čiji je cilj očuvanje i zaštita vlažnih područja. Također, najsjevernije je stanište ružičastog plamenca. Jezero se nalazi u prirodnom rezervatu Korgalžinskij, te je zajedno s rezervatom Naurzum kao dio područja Sarijarka upisano na UNESCO-ov popis mjesta svjetske baštine u Aziji i Oceaniji 2008. godine kao jedina prirodna svjetska baština u Kazahstanu
Dana 16. listopada 1976., sovjetska svemirska letjelica Sojuz 23 neplanirano se srušila kroz tada zaleđenu površinu jezera, no naposljetku su svi članove posade spašeni.